# TRIP Linhas Aéreas
TRIP Linhas Aéreas (Transporte Aéreo Regional do Interior Paulista) war eine nationale brasilianische Regionalfluggesellschaft mit Sitz in Campinas und Basis auf dem Flughafen São Paulo-Guarulhos. Sie befand sich im Besitz der Caprioli Group (51 %) und der Águia Branca Group (49 %). 

## Geschichte
Die Gründung durch die Caprioli Group und die Aufnahme des Flugbetriebs erfolgten 1998 mit 2 Embraer EMB 120. Das Streckennetz wurde seitdem kontinuierlich ausgebaut und erstreckt sich heute mit 64 Zielen über ganz Brasilien. Die Flotte wurde durch den Einsatz von gebrauchten ATR 42 und ATR 72 Maschinen entsprechend vergrößert. Nach dem Einstieg der Aguia Branca Group im November 2006 erfolgte am 25. Januar 2007 die Bestellung von sieben ATR 72-500 mit der Option auf weitere 5 Maschinen. Es war die erste Neubestellung von ATR 72-500 aus Brasilien. 
Am 13. November 2007 beantragten die Fluggesellschaften TRIP Linhas Aéreas und Total Linhas Aéreas den Zusammenschluss bei der nationalen Flugaufsichtsbehörde, welcher im Mai 2008 erfolgte. Total Linhas Aéreas ist eine nationale Frachtfluggesellschaft und wird weiterhin als eigenständige Marke geführt.
Am 28. Mai 2012 wurde die Fusion der Fluggesellschaften Azul Linhas Aéreas Brasileiras und TRIP Linhas Aéreas bekannt gegeben. Am  6. März 2013 genehmigten die brasilianischen Behörden den Zusammenschluss. Die neue Fluggesellschaft wird unter dem Namen Azul auftreten und ist nun die drittgrößte Fluggesellschaft Brasiliens.

## Flugziele
TRIP Linhas Aéreas betrieb ein sehr enges nationales Streckennetz in ganz Brasilien.

## Flotte

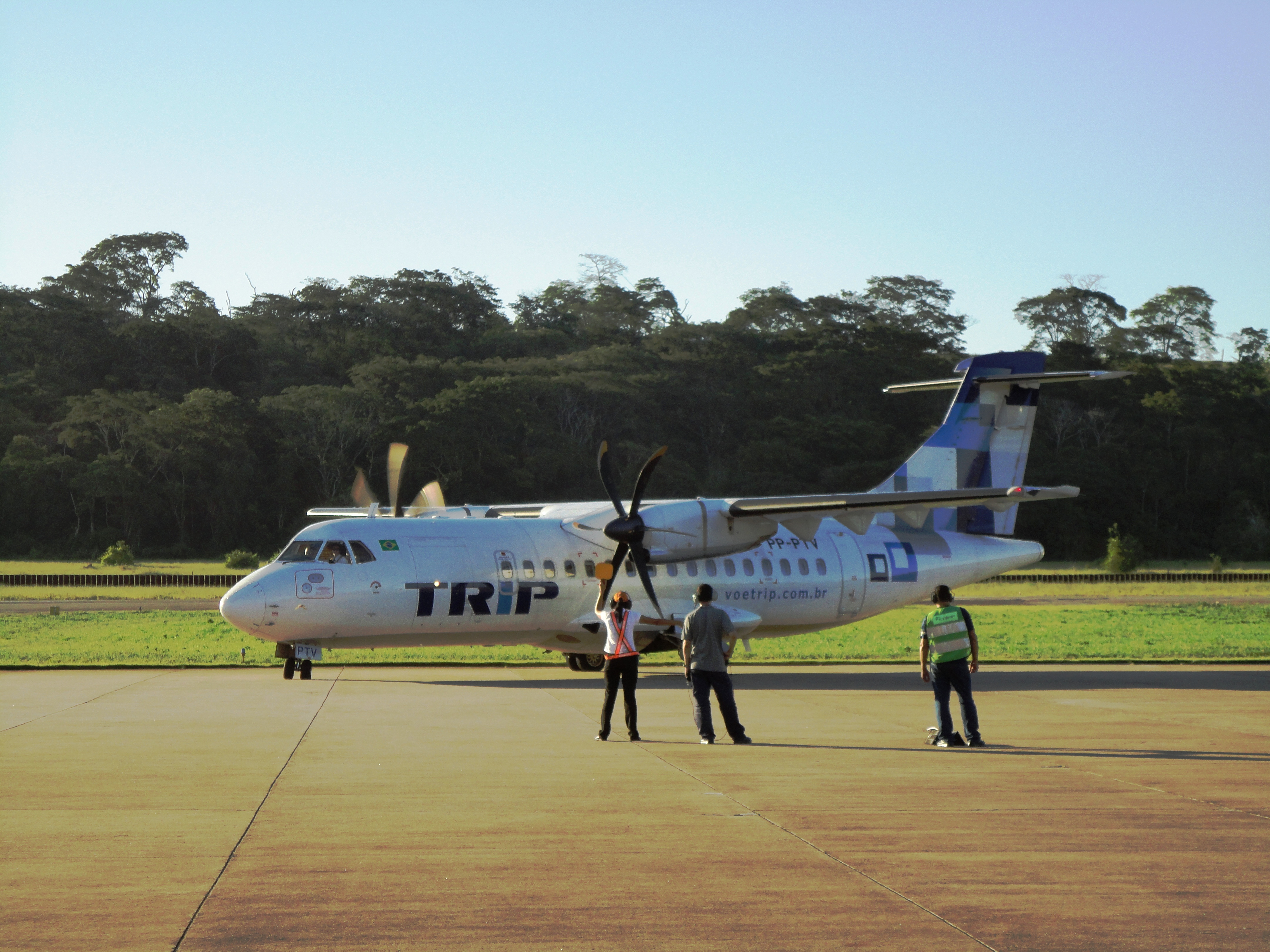
Eine ATR 42-500 der TRIP

Mit Stand August 2013 bestand die Flotte der TRIP Linhas Aéreas aus 52 Flugzeugen, welche alle für Azul betrieben werden:
- 01 ATR 42-300
- 09 ATR 42-500
- 14 ATR 72-500
- 07 ATR 72-600
- 05 Embraer 175 (4 werden an Azul abgegeben)
- 12 Embraer 190
- 04 Embraer 175

Bestellungen
- 11 ATR 72-600